# مزبلة الشيطان
مزبلة الشيطان (بالإنجليزية: Devil's Dustbin)‏ هو كهف يقع ضمن أقاليم ما وراء البحار البريطانية في منطقة جبل طارق التابعة للتاج البريطاني.